# Mariene ecoregio Zuidelijk en Westelijk IJsland
De Mariene ecoregio Zuidelijk en Westelijk IJsland (20) (Engels: South and West Iceland marine ecoregion) is een biogeografische regio en ligt in het noorden van de Atlantische Oceaan in de Mariene provincie Noordelijke Europese Zeeën (2) in het Marien rijk Gematigde Noordelijke Atlantische Oceaan. De mariene ecoregio is vastgesteld door het World Wide Fund for Nature en The Nature Conservancy en is vernoemd naar IJsland.
In het noordwesten grenst het gebied aan de mariene ecoregio Oostelijk Groenlands Plat (3), in het noorden aan de mariene ecoregio Noordelijk en Oostelijk IJsland (2) en in het oosten aan de mariene ecoregio Faeröerplateau (21).

## Geografie
De mariene ecoregio ligt in het noorden van de Atlantische Oceaan voor de zuidoost-, zuidwest- en noordwestkust van IJsland. Het gebied strekt zich uit van de kust ten oosten van de Vatnajökull via het zuiden rond het eiland tot aan het noordwesten van het schiereiland Melrakkaslétta en omvat onder andere de wateren rond de schiereilanden Reykjanes, Snæfellsnes en Vestfirðir. Het ligt deels in de Groenlandzee, in de Straat Denemarken en in de Irmingerzee.
Door het gebied stroomt de Irmingerstroom.

## Biogeografie
Het gebied kent zeeleven dat houdt van gematigde temperaturen.